# Ian Paisley
Ian Richard Kyle Paisley, baron Bannside (ur. 6 kwietnia 1926 w Armagh, zm. 12 września 2014 w Belfaście) – brytyjski polityk i duchowny protestancki, działający w Irlandii Północnej, założyciel i wieloletni przywódca Demokratycznej Partii Unionistycznej. Zdeklarowany unionista, przeciwnik zjednoczenia Irlandii Północnej z Irlandią, jeden z liderów ulsterskich protestantów. Deputowany krajowy, poseł do Parlamentu Europejskiego przez pięć kadencji, pierwszy minister Irlandii Północnej w latach 2007–2008. Członek Izby Lordów.

## Życiorys
Kształcił się w teologicznych szkołach protestanckich (School of Evangelism w Barry i w Theological Hall w Belfaście, działającym przy irlandzkim reformowanym Kościele prezbiteriańskim). W 1951 powołał wspólnotę religijną pod nazwą Free Presbyterian Church of Ulster. W połowie lat 60. rozpoczął wydawanie czasopisma "Protestant Telegraph", które stało się jego zapleczem medialnym. Jako kaznodzieja głosił poglądy fundamentalistyczne, odwołując się do tekstów Biblii.
Działalność polityczną w organizacjach zdeklarowanych unionistów rozpoczął w drugiej połowie lat 50. Był m.in. jednym z działaczy paramilitarnej Ulster Protestant Action, zajmującej się m.in. organizacją parad i demonstracji. Grupa ta w 1966 przekształciła się w Protestant Unionist Party. Później organizował struktury paramilitarne, m.in. powołaną w 1981 Third Force. Wcześniej, w 1971, znalazł się wśród założycieli Demokratycznej Partii Unionistycznej, której został liderem. Funkcję tę pełnił nieprzerwanie przez 27 lat. W 2008 ustąpił na rzecz Petera Robinsona.
W 1970 Ian Paisley po raz pierwszy został wybrany do Izby Gmin w okręgu wyborczym North Antrim. Utrzymywał go w kolejnych wyborach powszechnych (dziewięciokrotnie), zasiadając w niższej izbie brytyjskiego parlamentu do 2010. W 1985 protestował przeciwko porozumieniu brytyjsko-irlandzkiemu, mającemu zakończyć trwający w Irlandii Północnej konflikt, składając w grudniu tegoż roku mandat poselski. Objął go jednak ponownie już w lutym 1986 po zwycięstwie w wyborach uzupełniających.
W 1979 po raz pierwszy został wybrany na posła do Parlamentu Europejskiego. Reelekcję uzyskiwał w 1984, 1989, 1994 i 1999. Łącznie w PE spędził 25 lat (do 2004) jako deputowany I, II, III, IV i V kadencji. Każdorazowo pozostawał posłem niezrzeszonym, pracował m.in. w Komisji Rozwoju i Współpracy. Stał się znany z zakłócania obrad PE. W 1986 został usunięty z sali posiedzeń za przeszkadzanie w przemówieniu Margaret Thatcher. Dwa lata później, w tym samym miejscu, podczas przemowy papieża Jana Pawła II trzymał plakat z napisem "Papież Jan Paweł II – Antychryst" i wykrzykiwał pod jego adresem obraźliwe okrzyki, na skutek czego ponownie wyprowadzono go z sali posiedzeń.
W 1998 był przeciwnikiem tzw. porozumienia wielkopiątkowego, które nie zostało podpisane przez jego partię, krytykującą negocjacje z Sinn Féin. Został w tym samym roku wybrany do nowo powołanego Zgromadzenia Irlandii Północnej, w którym zasiadał przez kilkanaście lat. W późniejszych latach jego stanowisko ulegało złagodzeniu, a DUP brała udział w podpisywaniu kolejnych porozumień. W maju 2007 został nowym pierwszym ministrem w autonomicznym rządzie, zaś stanowisko jego pierwszego zastępcy objął Martin McGuinness z Sinn Féin. W mowie inauguracyjnej wyraził nadzieję na stały pokój w zarządzanej prowincji. Współpraca liderów zwalczających się przez lata ugrupowań według brytyjskich mediów przebiegała sprawnie i bez istotnych konfliktów. Ian Paisley sprawował ten urząd do czerwca 2008.
W 2010 otrzymał tytuł para dożywotniego z godnością barona Bannside, zasiadając w rezultacie w Izbie Lordów.